# Organon (multinational)
Organon is een farmaceutische multinational van Nederlandse oorsprong met zijn belangrijkste productievestiging in Oss. Organon was sinds 2009 onderdeel van Merck Sharp & Dohme (MSD), maar werd in juni 2021 verzelfstandigd met het hoofdkantoor in de Verenigde Staten en een eigen beursnotering (NYSE). Het bekendst is Organon vanwege de ontwikkeling van de anticonceptiepil.

## Geschiedenis

### Voorlopers

#### Zwanenberg
De geschiedenis van het bedrijf voert terug tot 1887 toen Arnold van Zwanenberg, telg uit een geslacht van vee- en vleeshandelaren, in Oss een exportslachterij begon onder de naam 'Zwanenberg Slachterijen en Fabrieken'. Deze slachterij breidde uit met tal van nevenactiviteiten voor de verwerking van bijproducten, zoals een kuiperij, een vetsmelterij, een bacon- en darmenzouterij, een bloeddrogerij voor bloedworst en een fabriek die varkensharen verwerkte tot borstels.
Dit geheel werd uitgebreid met een margarinefabriek, een raffinaderij voor dierlijke oliën en vetten, en daarnaast ook fabrieken voor ijs, zeep en conserven. De fabrieken voor margarine, olie, vet en zeep werden reeds in 1929 overgenomen door Unilever. De overgebleven vleessector maakte nog een hele evolutie door alvorens hij in 1970 ook aan Unilever werd verkocht.

#### Organon

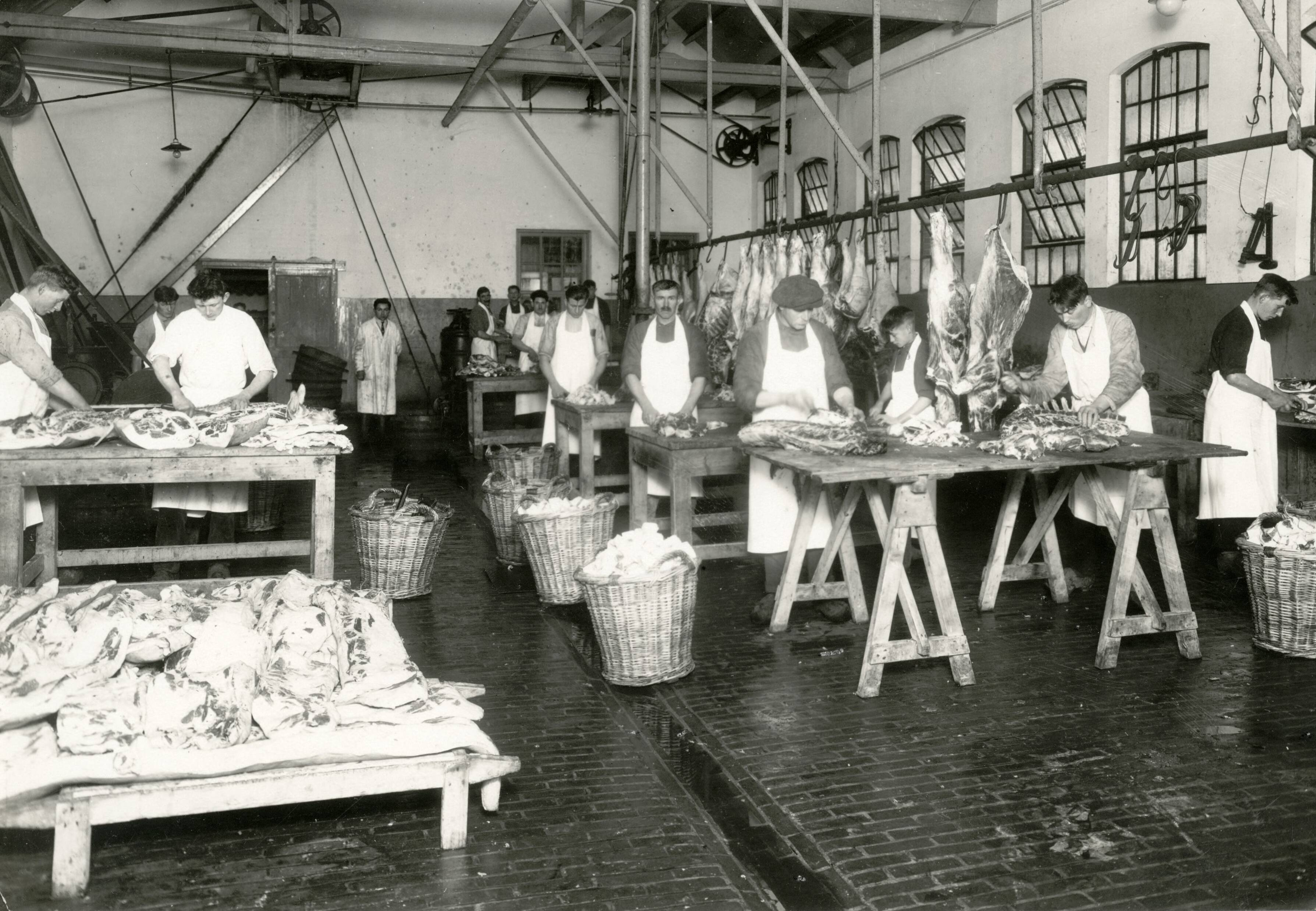
Slachterij Zwanenberg (1923)

Bij Zwanenberg bestond de wens om het slachtafval uit de Zwanenberg-fabrieken nuttig te gebruiken. Er bestond reeds een vermoeden dat zich in dierlijke organen een aantal medisch nuttige stoffen zouden bevinden. Het was echter niet bekend hoe deze stoffen konden worden geïsoleerd. In 1921 werd in Canada door de onderzoekers Banting en Best ontdekt hoe men uit de alvleesklier van dieren insuline kon winnen. Hierop richtte Saal van Zwanenberg in 1923 Organon op als dochtermaatschappij van Zwanenberg. In samenwerking met de chemici Ernst Laqueur en Jacques van Oss werd een manier gevonden om uit de alvleesklier van geslachte varkens het middel insuline te extraheren op industriële schaal. Dit eerste product van Organon was een unicum in de wereld. Aanvankelijk gebruikte men alvleesklieren van varkens maar dit leverde weinig insuline op. Toen echter ontdekt werd dat de alvleesklier van nuchtere kalveren veel meer insuline bevat, werd overgegaan op bevroren alvleesklieren van runderen uit Argentinië.
In 1924 kwam ook het product 'Ovarnon' op de markt, dat gewonnen werd uit eierstokken van paarden. Deze bevatten het hormoon oestrogeen dat gebruikt werd voor vruchtbaarheidsverhogende middelen en tegen overgangsklachten. Later gebruikte men ook urine van zwangere vrouwen, waaruit de actie 'Moeders voor Moeders' is voortgekomen. Ook werd urine van drachtige paarden als grondstof gebruikt.
Een reeks producten werd ontwikkeld, waaronder grondstoffen voor de procesindustrie, voor huishoudelijke toepassingen, cosmetica en farmacie. Een van de farmaceutische producten was 'Pernaemon' tegen bloedarmoede.

### Zwanenberg Organon en KZO

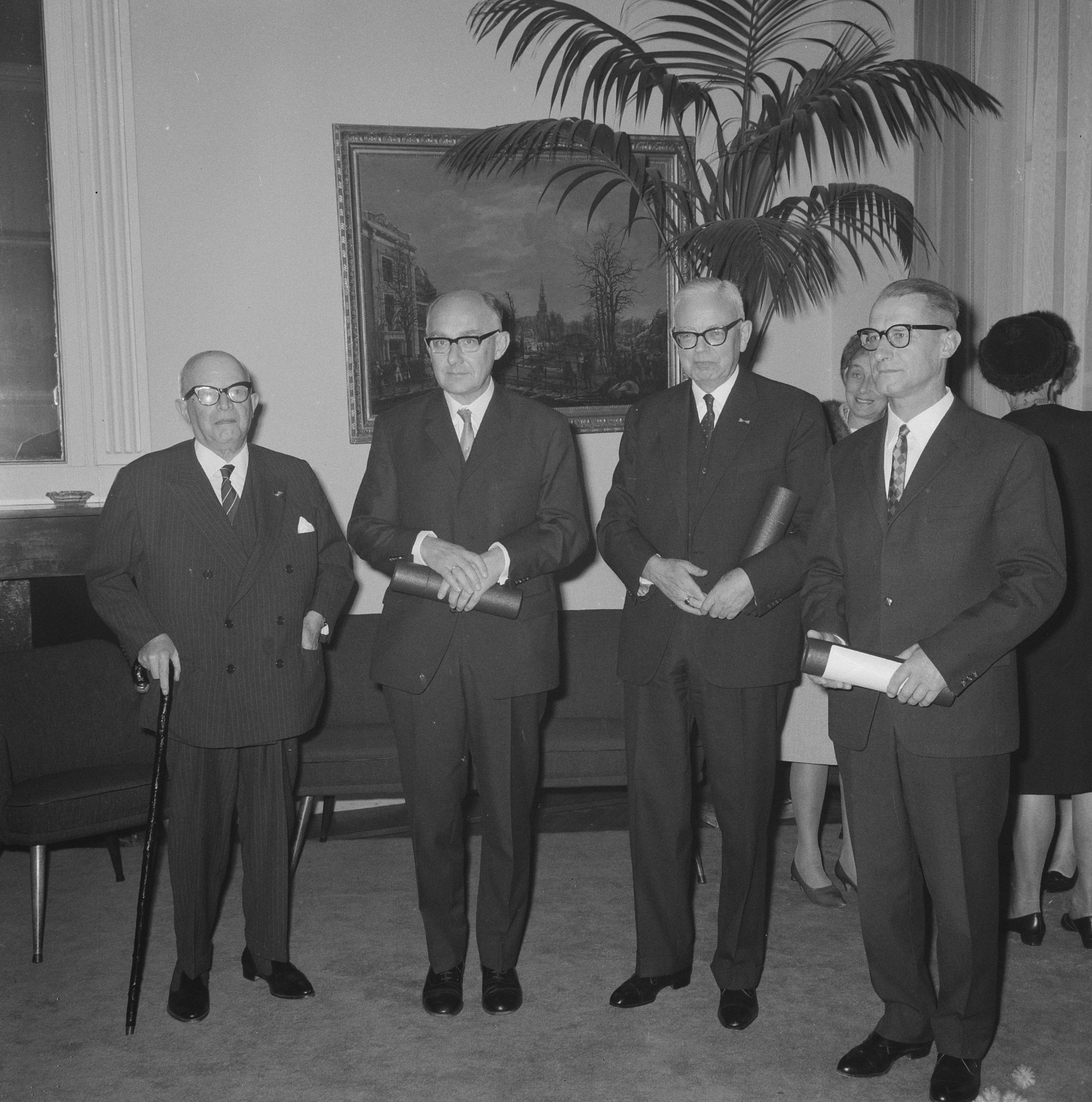
Saal van Zwanenberg (links) in 1965

Met Van Zwanenberg als commercieel directeur en Laqueur als wetenschappelijk leidinggevende groeide Organon uit tot een internationaal bedrijf, dat in 1934 al in 40 landen was vertegenwoordigd door verkooporganisaties. Het bedrijf stond bekend onder de naam Zwanenberg Organon, waarmee de combinatie van slachterij en farmaceutische fabriek werd bedoeld. Er ontstond een nieuw bedrijfsonderdeel, Diosynth, dat ook voor derden grondstoffen voor geneesmiddelen ging maken.
In de Tweede Wereldoorlog werden de voor het merendeel Joodse directieleden zwaar vervolgd door de nazi's. Een aantal leden van de familie Van Zwanenberg kwam om in vernietigingskampen, andere konden naar Engeland vluchten. Het bedrijf werd door de nazi's overgenomen en moest voor de bezetter produceren. Een aantal Joodse medewerkers werd door de nazi's weggevoerd en vermoord.

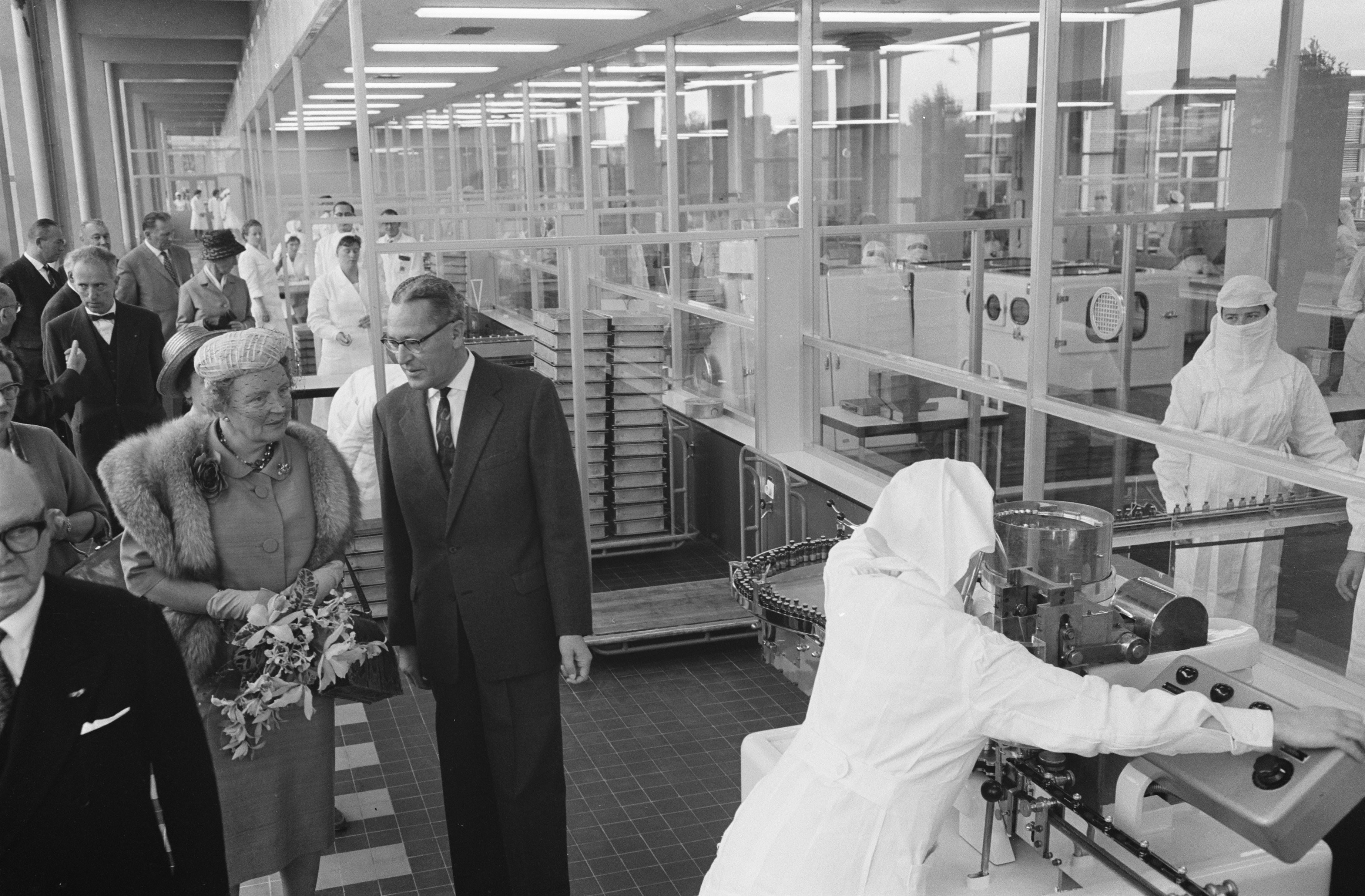
Koningin Juliana op bezoek bij Organon (1961)

In 1953 kreeg het bedrijf het predicaat Koninklijk en werd dus Koninklijke Zwanenberg Organon (KZO, later ook wel KZO1 genaamd, om het te onderscheiden van het mede uit KZO1 gevormde Koninklijke Zout Organon). De naoorlogse periode bracht groei met zich mee, mede door overnames. Die betroffen het bedrijf Chefaro (drogisterijartikelen) en diverse bedrijven in de huishoudelijke sector waaronder Loda, Echefa en de Glimfabriek (schoonmaakmiddelen). Verder werden in de voedingssector Anton Hunink en California Soepen van de Finofabrieken overgenomen. Deze expansiestrategie was erop gericht om, in een wereldwijd proces van concentratie van bedrijven, zelf niet overgenomen te worden. Van belang was ook de overname van Laboratoria Nobilis, het latere Intervet, een fabrikant van diergeneesmiddelen ('vet' staat voor 'veterinair'). Verdere overnames betroffen Boldoot in 1961, gevolgd door onder meer Kortman & Schulte en Noury & van der Lande in 1965.
In Nederland was Max de Winter (1920-2012) een van de wetenschappers die voor Organon een synthetisch hormoon ontwikkelde genaamd lynestrenol. De octrooiaanvraag voor lynestrenol werd in 1955 ingediend. Lynestrenol was het werkzame ingrediënt van de anticonceptiepil onder de naam Lyndiol. Organon bracht deze pil in 1962 op de Nederlandse markt en had daarmee veel succes. De productie ervan in het overwegend katholieke Noord-Brabant had nog veel voeten in de aarde. Het verzet onder het personeel was aanvankelijk zo groot dat het inpakken van de doosjes aan een externe partij werd overgelaten. Na de eerste succesvolle jaren kreeg deze pil veel buitenlandse concurrentie.

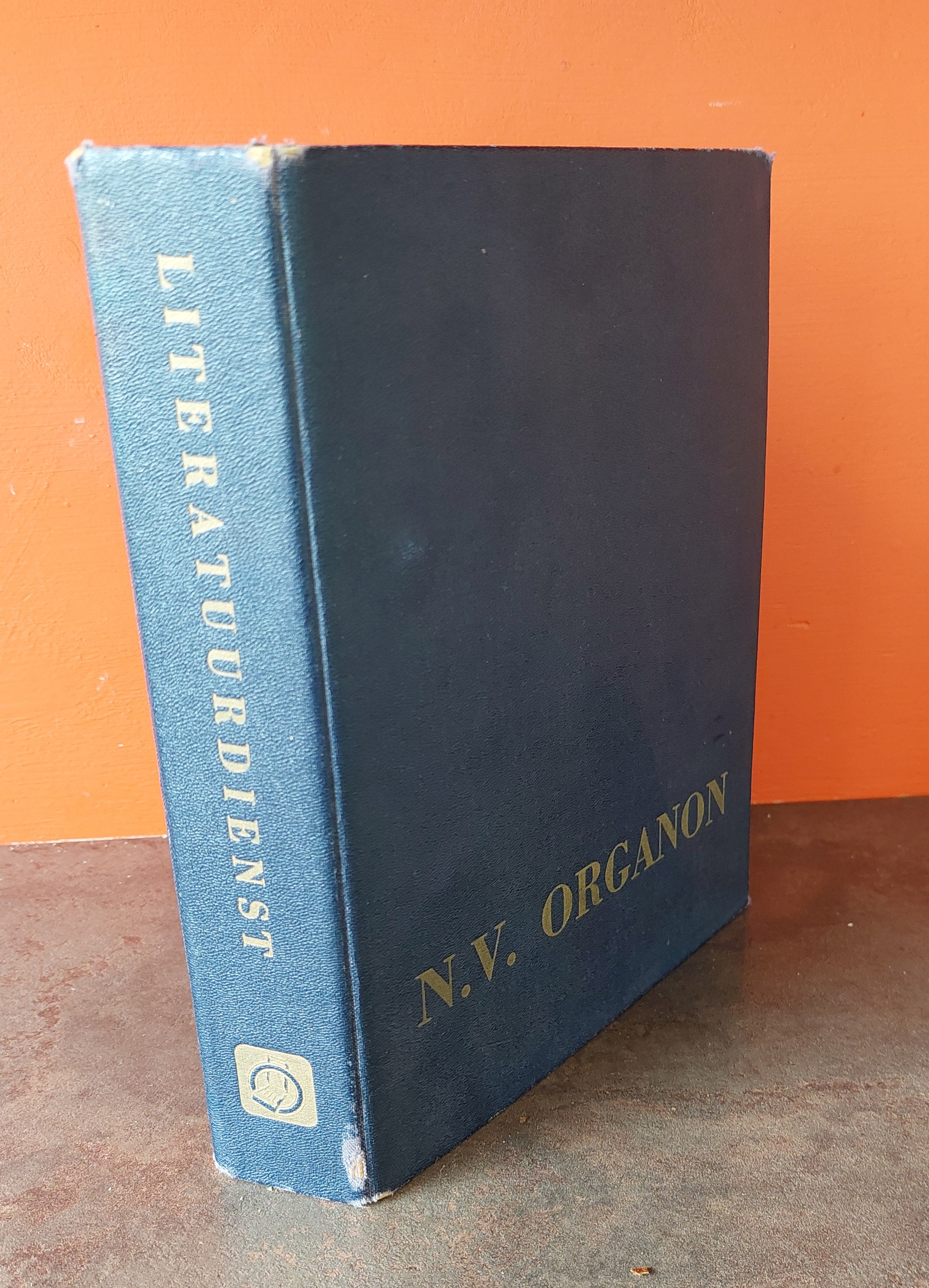
Map literatuurdienst N.V. Organon

In 1967 fuseerde het bedrijf met Koninklijke Zout Ketjen tot Koninklijke Zout Organon, waarna verdere overnames volgden, en Organon zich ontwikkelde tot een zeer groot bedrijf met researchfaciliteiten in 5 landen, productiefaciliteiten in 15 landen en verkoopkantoren in 50 landen. Met een afzetmarkt van meer dan 100 landen was Organon het grootste farmaceutische bedrijf dat in Nederland gevestigd was. Vestigingen zijn er in Oss, Schaijk, Apeldoorn en Boxtel, met in totaal 5000 medewerkers, van wie 4500 in Oss. Wereldwijd telde het bedrijf 14.000 medewerkers in 2007. 

### Onderdeel AKZO-concern
In 1969 ging Koninklijke Zout Organon op in het AKZO-concern. Dit verkocht in 1970 de vleesactiviteiten aan Unilever, dat ze in 1996 weer doorverkocht aan Van der Laan, een familiebedrijf uit Almelo.
Naast de productie van insuline verwierf Organon na de Tweede Wereldoorlog vooral bekendheid met anticonceptiepillen. Latere vindingen zijn onder meer het spiraaltje (1974), het onderhuidse anticonceptiemiddel Implanon (1998), de contraceptive Marvelon (1981) en Mercilon, Chefaro bracht de zwangerschapstest 'Predictor' op de markt, de kunststofring Nuvaring (2003), het antidepressivum Remeron en het fertiliteitsproduct Puregon (dat gebruikt wordt bij IVF).
In 2001 werd Chefaro overgenomen door het Belgische bedrijf Omega Pharma. In datzelfde jaar werden de medisch-diagnostische activiteiten van Organon Teknika te Boxtel (bekend van de eerste aidstest) overgenomen door het Franse bedrijf bioMérieux uit Lyon, dat ook gespecialiseerd is in medisch-diagnostische producten. De anesthesie-producten van Organon Teknika werden tegelijkertijd overgedragen aan Organon. Het veel kleinere Diosynth (gespecialiseerd in actieve ingrediënten voor farmaceutische producten), dat zetelde in Oss en onder andere Moeders voor Moeders exploiteerde, zette haar activiteiten in Boxtel voort. Diosynth fuseerde vervolgens met Organon. In 2002 verhuisde een deel van het hoofdkantoor van Organon naar Roseland, New Jersey in de Verenigde Staten, omdat zich daar het centrum van de wereldwijde farmaceutische industrie bevond.

### Overname door Schering-Plough
In 2007 maakte Hans Wijers van moederbedrijf AkzoNobel bekend Organon (waarin Diosynth was opgegaan), Nobilon (vaccins) en Intervet onder te brengen in dochter 'Organon BioSciences' en deze af te splitsen en een deel van de aandelen naar de beurs te brengen. De geplande beursgang ging echter niet door omdat op het laatste moment een akkoord werd bereikt met het Amerikaanse Schering-Plough, dat Organon BioSciences voor 11 miljard euro overnam, met name vanwege de goed gevulde productpijplijn van Organon. De officiële overname heeft in november 2007 plaatsgevonden.

### Overname door Merck & Co.
In 2009 is Schering-Plough gefuseerd met land- en branchegenoot Merck & Co., en voert sindsdien internationaal de naam Merck Sharp & Dohme (MSD).
In 2010 was MSD voornemens om 2175 werknemers in Oss te ontslaan. De research- en ontwikkelingsafdeling, waar 1100 mensen werkten, zou verhuizen naar het buitenland en alleen het productiebedrijf voor vrouwenmedicijnen zou in Oss overblijven. Op 1 augustus 2010 keerde naast de Centrale Ondernemingsraad ook de Raad van Commissarissen zich tegen de sluiting, omdat dit niet in het belang van het bedrijf werd geacht.
Begin september 2010, nadat de Ondernemingsraad en de Raad van Commissarissen naar de Ondernemingskamer waren gestapt, zijn partijen gaan overleggen over een oplossing voor de impasse. Tegelijkertijd ging een taskforce aan de slag om te kijken of een Life Science Park kans van slagen heeft. Op 20 januari 2011 werd een reorganisatie voorgesteld bij de productie (MMD), die zal resulteren in een boventalligheid van 175 medewerkers bij de productie van farmaceuticals en 200 medewerkers bij de productie van grondstoffen. In 2011 ging het MSD Development Center Oss van start dat zich onder meer bezighield met de ontwikkeling van medicijnen voor opkomende landen.
Begin 2013 besloot MSD haar chemische en biochemische productieafdelingen te verkopen aan het in Zuid-Afrika gevestigde Aspen Pharmacare Holdings Ltd. Op 1 oktober 2013 werden de chemische fabrieken in Oss en de biochemische fabrieken in Oss, Boxtel en Sioux City (VS) eigendom van Aspen Holdings en geregistreerd onder de naam Aspen Oss B.V..
MSD bleef eigenares van het Development Center en de verpakkingsafdelingen in Oss en Boxmeer alsmede de biologische productiefaciliteiten in Oss. In februari 2014 besloot MSD het Development Center te sluiten, dit werd in 2016 afgerond.

## Organon zelfstandig
In 2021 werd Organon opnieuw zelfstandig en een beursgenoteerde onderneming. Het blijft een onderneming die zich richt op de gezondheid en welzijn van vrouwen. Daarnaast zijn management en investeringen gefocust op biosimilars en het in welstand houden van de gevestigde merken. In 2021 bestond de portfolio uit meer dan 60 geneesmiddelen en producten die worden aangeboden in meer dan 140 landen. Het belangrijkste geneesmiddel is nog Nexplanon, een omzetaandeel van 15% in 2024, maar hiervan verloopt in 2025 en 2026 een belangrijk deel van de octrooibescherming. Organon heeft een verzoek tot verlenging ingediend. In de drie jaren van 2022 tot en met 2024 werd gemiddeld bijna 8% van de omzet aan Onderzoek en ontwikkeling (R&D) uitgegeven.
Het verzelfstandigde Organon heeft het hoofdkantoor in Jersey City, New Jersey (VS) en een notering als OGN aan de New York Stock Exchange (NYSE). De internationale raad van bestuur van de onderneming bestaat voor 70 procent uit vrouwen. De productielocatie in Oss is de grootste van de zes productiefaciliteiten van het bedrijf wereldwijd. Van de circa 10.000 medewerkers over de hele wereld werken er ongeveer 2000 op de productielocaties in Oss (NL) en Heist-op-den-Berg (BE) of op een van de Benelux-kantoren van Organon in Amsterdam en Brussel.

### Resultaten
Organon is actief in een stabiele markt met een eveneens stabiele omzet tot gevolg, deze schommelt al jaren tussen de US$ 6 en 6,5 miljard. In 2023 en 2024 kreeg het vennootschapsbelasting terug en dit verklaart het min-teken voor de winstbelasting. Organon betaalde een dividend van 28 dollarcent per kwartaal, maar dit werd vanaf 1 mei 2025 verlaagd naar 2 dollarcent, de koers van het aandeel daalde scherp na dit bericht.
| Jaar | Omzet | Winst vóór belastingen | Winst-belasting | Nettoresultaat |
| ---- | ----- | ---------------------- | --------------- | -------------- |
| 2020 | 6532  | 2752                   | 18,0%           | 2160           |
| 2021 | 6304  | 1529                   | 11,6%           | 1351           |
| 2022 | 6174  | 1122                   | 18,3%           | 917            |
| 2023 | 6263  | 673                    | −52,0%          | 1023           |
| 2024 | 6403  | 807                    | −7,1%           | 864            |

## Geneesmiddelen
Gebieden waarop Organon in het verleden gespecialiseerd was zijn:
- Gynaecologie , met anticonceptiemiddelen, vruchtbaarheidsbevorderende middelen en middelen tegen overgangsklachten.
- Psychiatrie, waaronder antidepressiva, met name Remeron en Saphris.
- Immunologie, met name met betrekking op reuma en trombose.
- Anesthesie, met name Norcuron, Esmeron, Zemuron en Bridion.

De totale lijst van geneesmiddelen die in het verleden door Organon werden geproduceerd is de volgende:
| - Aacidexam - Aacifemine - Andriol Testocaps - Cerazette - Cyclessa - Deca-durabolin - Deso/EE 50/35, 100/30 - Dimenformon prolongatum - Elonva - Esmeron |  | - Gracial - Implanon - Lerivon - Livial - Marvelon Zme, Zme CT - Meno-implant - Mercilon - Ministat - Norcuron |  | - Nuvaring - Oncotice - Oradexon - Orgalutran - Orgametril - Orgaran - Ovestin 2 Mg - Ovidol |  | - Pregnyl - Provigil - Puregon - Remeron 15, 45, 60 Mg - Sustanon 250 - Testocaps - Thyrax 0,025 Mg, 0,100 Mg, 0,150 Mg - Tolvon 10, 30, 60 Mg |

## Trivia
- Het door Organon geproduceerde Deca-durabolin wordt later in de sportwereld bekend als de doping nandrolon.
- Het middel 'Ovarnon' tegen overgangsklachten werd in Duitsland verkocht onder de naam 'Ovowop' met als slagzin: Vrouwenschoonheid in galop, keert terug met Ovowop.